# Brazo Militar de Cataluña
El brazo militar era un organismo político del Principado de Cataluña que representaba el estamento nobiliario catalán en las Cortes o Parlamentos de Cataluña durante las Edades Medieval y Moderna. Este brazo tenía el poder sobre más de un tercio de las tierras y de las personas del país. Paralelamente, el Brazo Militar también era una entidad corporativa aparte de las Cortes, de las cuales también eran miembros las personas del estamento nobiliario, y que se reunía regularmente.

## Funcionamiento

### Funcionamiento a las Cortes
Cuando se celebraban las Cortes, éstas siempre tenían lugar en una sala bastante espaciosa en la cual los presentes se colocaban formando una especie de cuadradoː el rey presidía las Cortes desde una tarima sobre la cual se encontraba instalado el trono real, el brazo eclesiástico ocupaba un lugar preferente a la derecha del soberano, el brazo militar ocupaba el lado izquierdo y el brazo real se situaba delante del trono del soberano. Durante las sesiones, los miembros se sentaban y votaban siguiendo un orden jerárquico que situaba en el centro al presidente del brazo, el duque de Cardona, y comenzando por la derecha votaba el siguiente con más prestigio, el tercero a la izquierda, y así sucesivamente de forma interpolada.
Después del acto de inauguración, cada brazo se reunía en una sala del palacio. Allí, la primera decisión era escoger al escribano que haría de secretario del brazo y que era propuesto por el presidente, en este caso el duque de Cardona. Este secretario se encargaba de los procesos familiares (entendidos como propios del brazo) que hasta ese momento habían sido custodiados en el Palacio de la Diputación del General. También los funcionarios de éste recibían el mazo de plata del brazo, que deberían llevar en las ocasiones protocolarias.
Una de las cuestiones sostenidas de forma reiterada por el brazo militar fue el tema del disentimiento. Defendieron varias veces que esta denuncia podía ser hecha por un solo miembro de uno de los brazos, y no por el brazo entero (muchas veces se denunciaban abusos de poder de los oficiales reales o del mismo rey, o sobre alguna irregularidad en los procedimientos de las Cortes). La importancia del disentimiento era que impedía la continuidad de las sesiones, que se tenían que parar hasta llegar a una resolución pactada. Muchas veces este disentimiento se hizo servir como medida obstruccionista, pero fue una garantía de legalidad muy importante.

### La entidad fuera de las Cortes
Aparte de los momentos en que se formaba de forma expresa con motivo de la convocatoria de unas Cortes, el brazo militar era una institución permanente y no necesitaba ningún permiso real para celebrar reuniones ordinarias internas. La corporativa del brazo se organizó formalmente en el año 1602 con la aprobación de unas ordenanzas internas, las cuales establecieron la elección regular de un líder que representara a todo el estamento nobiliarioː el Protector del brazo militar. Con el tiempo, el número de nobles que participaban fue aumentandoː desde el siglo XIV hasta casi el siglo XVIII. Cabe señalar que los ciudadanos honrados, que no eran admitidos en este brazo durante las Cortes, sí podían participar en esta institución (como por ejemplo, la Cofradía de Sant Jordi). Las reuniones de esta entidad se llevaban a cabo en el actual Palacio de la Generalitat, concretamente en la sala conocida como la "Sala de Visita o de Contrafacciones", aparte de las dependencias de la Diputación del General de Cataluña.

## Miembros
En el momento de plenitud del sistema constitucional catalán durante la Edad Moderna, se convocaban a las siguientes personas como miembros de pleno derecho del brazo militar que asistían a las Cortesː
- El Duque de Cardona, como miembro preeminente de la nobleza catalana.
- Los marqueses.
- Los condes.
- Los vizcondes.
- Los barones.
- Los caballeros.
- Los infantes.
- Personas laicas que tenían vasallos, aunque no contaran con la condición de nobles.

La mayoría de edad para ser admitido en el brazo militar cuando se convocaban las Cortes estaba establecida en los 20 años. La asistencia a las cortes de los miembros convocados era obligatoria por el deber de vasallaje, como también en el caso de los otros brazos, pero estaba permitido hacerse representar por un procurador siempre que la ausencia fuera por motivos justificados (estos motivos eran valorados tanto por el rey como por las Cortes). En el caso de los Parlamentos, la asistencia era opcional.
Había una serie de personas que, a pesar de tener título nobiliario, no eran convocados como miembros de esta institución. Por ejemplo, aquellos caballeros que habían sido nombrados con la condición explícita de que no podían participar en las Cortes del país (los Caballeros de la Reina María o los caballeros ordenados por el Conde de Ampúrias). Tampoco podían participar los doctores en derecho o medicina que gozaban de la condición de noble a título personal no hereditario. Tampoco formaban parte las ciudades que tenían en propiedad alguna baronía, porque ya formaban parte del brazo real.

## Historia
La historia del brazo militar como institución se encuentra ligada a la del estamento nobiliario como clase social. En la Edad Media dentro de este estamento había hasta tres categorías según la importancia de los noblesː los magnati, los nobili y los milites. Las diferencias y las tensiones entre la alta y la baja nobleza ya eran lo bastante importantes en el siglo XIII como para que la última demandara poder formar un cuarto brazo por separado, como ya sucedía en el Reino de Aragón. El tema se discutió muchas veces durante los siguientes doscientos años, hasta que en el año 1389 Juan I les concedió el deseado privilegio y formaron el Brazo Real de los Caballeros Generosos. La experiencia duró muy poco, ya que el brazo político se suprimió en el año 1409, pero sus miembros continuaron reuniéndose como institución aparte y empleando su propio sello, ya que según el privilegio no necesitaban ningún permiso para poder hacerlo. En el año 1481, Fernando II confirmó esta prácitca pero abriéndola a todos los miembros del brazo militar. En el siglo XIV los miembros que asistían a las Cortes acostumbraban a ser unos 80 o 90.
Más de un siglo después, en el año 1602 esta corporación estableció unas ordenanzas formales que la regían internamente. Una de las novedades fue la creación de un cargo que la liderabaː el Protector del Brazo Militar, que no recaía en el presidente del brazo en las Cortes, el duque de Cardona. El primer Protector del Brazo Militar fue el Señor de Seró, Onofre de Alentron y de Oms.
A finales del siglo XVII y principios del siglo XVIII los miembros del Brazo Militar tuvieron una gran importancia en los múltiples acontecimientos políticos de tensión con la monarquía (muchas veces colaborando con el Consell de Cent y la Diputación del General en la institución de los Tres Comunes) que acabaron provocando la Guerra de Sucesión Española.
Después de los decretos de Nueva Planta, todo el sistema constitucional catalán desapareció. Muchos años después se fundó el Real Cuerpo de la Nobleza de Cataluña, entidad que en cierta manera reunió otra vez en una corporación específica a los nobles del país.